# Istradefyllin
Istradefyllin ist ein Arzneistoff aus der Gruppe der Psychopharmaka zur Behandlung von Morbus Parkinson.

## Eigenschaften
Istradefyllin ist ein Antagonist am A2A-Adenosinrezeptor. Er hemmt somit die exzitatorische Signaltransduktion. Unter den Antiparkinson-Mitteln besitzt es die längste biologische Halbwertszeit. Istradefyllin ist ein Analogon des Coffeins.

## Anwendungsgebiete
Istradefyllin führt zu einer Symptomreduktion der bei der klassischen Behandlung von Morbus Parkinson auftretenden Dyskinesien. Es mindert Dyskinesien, die aus der langfristigen Behandlung mit klassischen Antiparkinson-Mitteln wie Levodopa entstehen. Der Wirkstoff wurde in der klinischen Prüfung in Dosen von 20 mg und 40 mg pro Tag und Patient untersucht. Die Verabreichung erfolgt oral (Einnahme).
Istradefyllin ist seit 2013 in Japan (Handelsname Nouriast) und seit 2019 in den USA (Handelsname Nourianz) zugelassen. In der EU wurde ein Zulassungsantrag 2022 negativ beschieden.